# Uaboe
Uaboe (poznat i kao Waboe) je okrug u otočnoj državi Nauru, na sjeverozapadu otoka. U ovom okrugu se nalazi državni zemljišni ured. Graniči s okruzima Nibok na zapadu, Anibare na jugoistoku i Baiti na istoku. Ovaj okrug dio je izbornog okruga Ubenide i daje četiri zastupnika u parlament.